# Aaron Flahavan
Aaron Adam Flahavan, né le 15 décembre 1975 à Southampton et décédé le 5 août 2001 à Bournemouth, est un joueur de football anglais qui évoluait au poste de gardien de but au Portsmouth Football Club.

## Biographie
Aaron Flahavan joue pour l'équipe junior du club de Southampton avant de devenir professionnel en 1994 dans l'équipe réserve du Portsmouth Football Club à l'âge de 18 ans. Il fait ses débuts dans l'équipe A en 1996 avant de devenir, à la fin des années 1990, le gardien de premier choix. En tout, il dispute 105 matchs avec l'équipe première de Portsmouth.
Flahavan perd conscience lors de deux matches : la première perte de conscience est attribuée à un virus et la seconde à une baisse de sa pression artérielle.
Il décède dans un accident de voiture près de Bournemouth en août 2001. Une enquête conclu que son décès est du a un crâne rompu, et que son niveau d'alcool dans le sang était environ trois fois au-dessus de la limite légale quand il a perdu la commande de sa BMW,.